# Christian Picciolini
Christian Marco Picciolini (nascut el 3 de novembre de 1973) és un antic extremista nord-americà que és el fundador del Free Radicals Project, una xarxa global que treballa per prevenir l'extremisme i ajudar la gent a desvincular-se dels moviments d'odi. És autor d'unes memòries, Romantic Violence: Memoirs of an American Skinhead, que detalla el seu temps com a líder del moviment del poder blanc als EUA. El 2017 es va publicar una versió actualitzada de la història, titulada White American Youth: My Descent into America's Most Violent Hate Movement--and How I Got Out. El seu llibre Breaking Hate: Confronting the New Culture of Extremism (2020) analitza com els extremistes recluten els vulnerables per a les seves causes.

## Primera vida i educació
Picciolini va néixer i es va criar a Blue Island, Illinois, fill d'immigrants italians. El seu pare era propietari d'una perruqueria i la seva mare propietària d'un restaurant. Als 14 anys el 1987, Picciolini va ser reclutat per unir-se als Chicago Area Skinheads (CASH) pel fundador del grup, Clark Martell. Dos anys més tard, després que Martell hagués ingressat per segona vegada a la presó, Picciolini es va convertir en el líder del grup als 16 anys. Va facilitar una fusió entre CASH i els Hammerskins, una organització de skinhead supremacista blanc més violenta i ben organitzada.
Seguiria encapçalant la banda de punk supremacista blanc, White American Youth (WAY) i, finalment, una banda de rock d'odi anomenada Final Solution. Final Solution va ser el primer grup de skinheads de poder blanc nord-americà que va actuar a Europa. El concert es va celebrar en una antiga catedral de Weimar, Alemanya, a la qual van assistir 4.000 persones, i va estar format per diverses altres bandes supremacistes blanques. El 1994, Picciolini va obrir una botiga de discos anomenada Chaos Records on va vendre principalment música de poder blanc. Va renunciar oficialment als vincles amb el moviment neonazi nord-americà el 1996 a l'edat de 22 anys.
Picciolini va assistir a la Universitat DePaul més tard a la seva vida, obtenint un títol en negocis internacionals i relacions internacionals.

## Carrera
Picciolini va fundar una altra banda de punk rock no racista anomenada Random55 després d'abandonar el moviment del poder blanc. La banda va fer una gira amb Joan Jett a mitjans dels anys noranta. El 1999, Picciolini va començar a treballar per a IBM. Finalment, va deixar IBM per crear el seu propi segell discogràfic, Sinister Muse. Sinister Muse forma part de la firma d'entreteniment més àmplia Goldmill Group. Picciolini va dirigir Flatfoot 56, una banda de punk celta de Chicago i The Briggs, una banda de punk de Los Angeles.
Després de graduar-se a la Universitat DePaul, Picciolini va passar temps escrivint les seves memòries personals sobre la seva experiència com a jove involucrat en l'escena dels primers skins del poder blanc nord-americà. El 2010, va cofundar Life After Hate, un grup de consultoria de defensa de la pau i contra l'extremisme, amb l'antic neonazi, Arno Michaelis. Aquest mateix any, va assumir el càrrec de productor executiu i director general de JBTV, un programa de televisió de temàtica musical i una xarxa de mitjans d'entreteniment amb seu a Chicago. Picciolini fou l'encarregat de canviar el format bàsic de la producció, aconseguint un acord de distribució nacional amb NBC i així la producció aconseguiria múltiples nominacions als premis Emmy regionals. En seria productor fins al 2012.
El 2011, Picciolini va parlar a la Cimera contra l'extremisme violent (SAVE) a Dublín, Irlanda, que va ser presentada per Google Ideas i el Festival de Cinema de Tribeca. També el 2011, Picciolini va ser el productor executiu i director de cinema de les reedicions en DVD de Gish i Siamese Dream de Smashing Pumpkins. També va ser el productor del vídeo musical de The Frantic per a "Blackout Brigade" i, més tard, com a productor del vídeo musical de Dead Town Revival per a "Johnny". Picciolini havia servit anteriorment com a productor del vídeo musical de The Frantic per a "Audio & Murder" i del vídeo musical de Dead Town Revival per a "The Rain".
Picciolini va publicar Romantic Violence: Memoirs of an American Skinhead l'abril de 2015. Al llarg de la seva carrera, Picciolini ha contribuït a diversos programes d'emissió nacional com a expert en la temàtica, comentant temes relacionats amb l'extremisme supremacista blanc d'extrema dreta. Va aparèixer al CBS Evening News amb Scott Pelley, a Anderson Cooper 360° a CNN on va parlar del tiroteig a l'església de Charleston, així com diverses aparicions a DemocracyNow!. També ho ha fet recentment va aparèixer a Chicago Tonight a WTTW, The Afternoon Shift a WBEZ, MidPoint de NewsMax TV amb Ed Berliner, Al Jazeera, WGN Radio i The Adam Carolla Show. També ha estat perfilat en publicacions en línia com Vice.
Picciolini va abandonar l'organització Life After Hate l'agost de 2017, amb la intenció d'explorar grups internacionals que animen els extremistes violents a deixar les seves vides d'odi i trobar vides millors. Va establir el Free Radicals Project, una plataforma i pràctica global i multidisciplinària de prevenció, intervenció i desvinculació de l'extremisme i la violència.
El juliol de 2020, Picciolini va criticar Donald Trump per compartir tuits de supremacistes blancs, utilitzant "llenguatge pejoratiu per descriure altres persones", enfondir por intencionadament i envalentir el llenguatge racista, dient: "És com si Trump donés una puntada de peu a una galleda de gasolina a tot el món a aquells petits incendis que han existit durant 400 anys i van crear un gran incendi forestal".

## Premis i reconeixements
En el seu paper de productor executiu de JBTV, Picciolini va ajudar el programa a guanyar cinc nominacions als premis Regional Emmy (tres el 2010 i dues el 2011). El programa va guanyar un premi Emmy tècnic el 2010 per a gràfics en moviment. El 2016, Picciolini va guanyar un premi Regional Emmy pel seu paper de productor executiu i director de la campanya antiodi "There is life after hate" d'ExitUSA.